# Lijst van onzijdige woorden in het Nederlands
Deze lijst bevat de meest voorkomende onzijdige zelfstandig naamwoorden ("het-woorden") in het Nederlands. Ze zijn met hun rangnummer gehaald uit de lijst van de 1000 meest gebruikte Nederlandse woorden van het Wikiwoordenboek. Verder biedt deze bladzijde een verder overzicht van andere gewone onzijdige woorden. Voor regels om deze onzijdige woorden te herkennen zie Geslacht (Nederlands).
- 89. het jaar
- 131. het leven
- 169. het geld
- 170. het huis
- 172. het werk
- 221. het aantal
- 308. het probleem
- 313. het onderzoek
- 314. het artikel
- 319. het geval
- 345. het kind
- 348. het gebruik
- 352. het geloof
- 358. het meisje
- 363. het water
- 376. het hoofd
- 387. het miljoen
- 406. het lid
- 408. het plan
- 412. het gegeven
- 430. het recht
- 440. het ding
- 456. het verhaal
- 491. het stuk
- 492. het gebied
- 501. het nummer
- 502. het belang
- 520. het boek

- 544. het nieuws
- 545. het bedrijf
- 550. het hart
- 554. het licht
- 556. het bed
- 558. het antwoord
- 567. het woord
- 584. het einde
- 600. het gezicht
- 601. het stel
- 627. het beleid
- 636. het team
- 681. het gevoel
- 682. het vertrouwen
- 683. het contact
- 690. het geluk
- 692. het programma
- 705. het jack (jasje)
- 710. het project
- 714. het lichaam
- 716. het bloed
- 719. het systeem
- 745. het onderwijs
- 746. het bestaan
- 753. het feit
- 754. het beeld
- 756. het kader
- 759. het totaal

- 766. het spel
- 774. het verband
- 775. het succes
- 779. het niveau
- 787. het kabinet
- 789. het schatje
- 809. het besluit
- 821. het plezier
- 822. het kwaad
- 831. het ziekenhuis
- 837. het oog
- 838. het onderdeel
- 842. het gevolg
- 860. het overleg
- 867. het advies
- 886. het bestuur
- 897. het wapen
- 911. het leger
- 917. het risico
- 925. het rapport
- 946. het vuur
- 953. het kantoor
- 975. het stuur
- 978. het hotel
- 980. het gevaar
- 999. het schip

## Verder
Verder zijn er nog andere veelgebruikte onzijdige woorden (het-woorden). In samenstellingen volgt het geslacht dat van het hoofdbegrip (het laatste stuk), dus bijvoorbeeld "het consultatiebureau" omdat het al "het bureau" is.

### A
- het aandeel (want het deel)
- het aanbod
- het adres
- het afscheid
- het akkoord
- het apparaat
- het argument
- het aspect

### B
- het bad
- het bedrag
- het been
- het beest
- het beetje (want eindigt op -je)
- het begin
- het begrip
- het behang
- het bericht
- het beroep
- het bevel
- het bewijs
- het bezit
- het bezoek
- het bezwaar
- het bier
- het biljet
- het blad
- het bos (bomen)
- het brood
- het broodje (want op -je)
- het buitenland
- het bureau

### C
- het cadeau (kado)
- het café
- het centrum
- het cijfer
- het college
- het conflict
- het congres
- het consultatiebureau (want het bureau)
- het continent

### D
- het dak
- het dal
- het deel
- het deken
- het detail
- het dier
- het diploma
- het doel
- het dorp

### E
- het effect
- het ei
- het eiland
- het element
- het eten
- het examen

### F
- het feest
- het figuur
- het fruit

### G
- het gas
- het gat
- het gebaar
- het gebak
- het gebed
- het gebouw
- het gebrek
- het gedeelte
- het gedrag
- het geduld
- het geheel
- het geheim
- het gelijk
- het geluid
- het genoegen
- het genot
- het gesprek
- het getal
- het gevoelen
- het geweld
- het gezag
- het gezelschap
- het gezin
- het glas
- het goed
- het gordijn
- het goud
- het graf

### H
- het haar
- het hek
- het hemd
- het hert
- het hoofdstuk
- het hout
- het huishouden
- het huiswerk (want het werk)
- het humeur
- het huwelijk

### I
- het ideaal
- het idee
- het ijs
- het ijzer
- het initiatief
- het instrument

### K
- het kamp
- het kanaal
- het karakter
- het kenmerk
- het kleed
- het klimaat
- het konijn
- het kruis
- het kruispunt
- het kussen
- het kwart

### L
- het land
- het landschap
- het laken
- het lawaai
- het leer (stof)
- het lied
- het lijf
- het loon

### M
- het maal (eten)
- het materiaal
- het medicijn
- het meer
- het menu
- het mes
- het meubel
- het milieu
- het middel
- het midden
- het ministerie
- het misbruik
- het misverstand
- het moment
- het museum

### N
- het nadeel
- het najaar
- het noorden

### O
- het ogenblik
- het ondergoed (want het goed)
- het onderscheid
- het onderwerp
- het ongeluk (want het geluk)
- het ontbijt
- het ontslag
- het onweer
- het oor
- het oosten
- het optreden
- het opzicht (want het zicht)
- het orgaan
- het orgel
- het overhemd (want het hemd)

### P
- het paar
- het paard
- het pak
- het paleis
- het papier
- het park
- het parlement
- het personeel
- het plein
- het potlood
- het principe
- het procent
- het proces
- het product
- het publiek
- het punt (plaats, kwestie)

### Q
- het quotiënt

### R
- het raam
- het record
- het restaurant
- het resultaat
- het retour
- het rijbewijs (want het bewijs)
- het rijk

### S
- het salaris
- het sap
- het schaap
- het schilderij
- het schot
- het schrift
- het seizoen
- het slachtoffer
- het slot
- het snoep
- het speelgoed (want het goed)
- het spoor
- het spreekuur (want het uur)
- het standpunt (want het punt)
- het station
- het stof (deeltjes)
- het stoplicht (want het licht)
- het strand

### T
- het teken
- het terrein
- het tientje
- het tijdschrift (want het schrift)
- het toestel
- het toilet
- het toneel
- het type

### U
- het uitzicht (want het zicht)
- het uur

### V
- het vak
- het veld
- het verblijf
- het verdriet
- het verkeer
- het verlangen
- het verleden
- het verlies
- het vermoeden
- het verschijnsel
- het verschil
- het verstand
- het vertrek
- het verlof
- het vervoer
- het verzet
- het verzoek
- het vierkant
- het vlak
- het vlees
- het vliegtuig
- het volk
- het voorbeeld
- het voordeel
- het voorjaar
- het voorstel
- het voorwerp

### W
- het weekend
- het weer
- het westen
- het wezen
- het wonder
- het woordenboek (want het boek)

### Z
- het zand
- het zicht
- het zilver
- het zout
- het zuiden